# Alekszej Anatoljevics Kozlov
Alekszej Anatoljevics Kozlov (oroszul: Алексей Анатольевич Козлов; Petrozavodszk, 1986. november 16. –) orosz válogatott labdarúgó, jobbhátvédként játszott.

## Pályafutása

### Klubcsapatokban
2007-ben szerepelt először az orosz másodosztályban a KAMAZ csapatában.
2019. június 24-én szerződése lejárta után öt és fél szezon után távozott a Gyinamo Moszkvától, ahol 104 bajnoki mérkőzésen szerepelt, és 6 gólt szerzett.
2019. július 3-án a Rosztovhoz igazolt.
2021. július 9-én az orosz  Premjer-Ligába újonnan feljutott Nyizsnyij Novgorodhoz került, és 2022-ben itt fejezte be a profi labdarúgó pályafutását.

### A válogatottban
2013. június 7-én mutatkozott be az orosz válogatottban Fabio Capello irányításával a Portugália elleni idegenbeli vb-selejtezőn (0–1). A 31. percben lépett pályára, amikor a jobbhátvéd, Alekszandr Anyukov megsérült.
2014. június 2-án bekerült a 2014-es labdarúgó-világbajnokságra készülő orosz válogatottba. Az utolsó két csoportmérkőzésen lépett pályára Belgium és Algéria ellen.

## Fordítás
- Ez a szócikk részben vagy egészben  az   Aleksei Anatolyevich Kozlov című angol Wikipédia-szócikk ezen változatának fordításán alapul.  Az eredeti cikk szerkesztőit annak laptörténete sorolja fel. Ez a jelzés csupán a megfogalmazás eredetét és a szerzői jogokat jelzi, nem szolgál a cikkben szereplő információk forrásmegjelöléseként.